# Przeciw Meidiasowi
Przeciw Meidiasowi stgr. κατὰ Μειδίου περὶ τοῦ Κονδύλου – mowa sądowa wchodząca w skład Corpus Demosthenicum (pod numerem 21), napisana przez Demostenesa w 349 roku p.n.e., nie została wygłoszona.
Meidias był bogaczem ateńskim, należącym do stronnictwa Eubulosa. Utrzymywał też przyjazne stosunki z dawnymi opiekunami Demostenesa, z którymi ten toczył wcześniej batalie sądowe o majątek swojego ojca. Zarówno Meidias jak i Demostenes pragnęli w 349 roku p.n.e. objąć liturgię chorega w czasie Wielkich Dionizji. W trakcie rywalizacji Meidias publicznie spoliczkował przeciwnika na oczach zgromadzonej w teatrze publiczności.
Mowę Przeciw Meidiasowi Demostenes napisał w ramach przygotowania do procesu, który zamierzał wytoczyć Meidiasowi o atak na chorega – nietykalnego wedle ateńskiego prawa. Przed rozprawą strony doszły do polubownego rozwiązania konfliktu – Demostenes otrzymał wysokie odszkodowanie za starty moralne. Mówca opublikował niewygłoszoną mowę, w której przedstawia adwersarza jako osobę doszczętnie pozbawioną kręgosłupa moralnego.